# تاريخ القنب الطبي

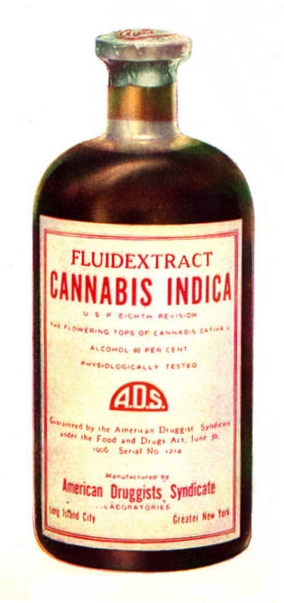

يعود تاريخ القنب الطبي إلى العصور القديمة. عمل الأطباء في أجزاء مختلفة من العالم على مزج القنب مع الادوية لعلاج الألم وغيره من الأمراض. دخل القنب الطبي إلى المجال العلاجي في الطب الغربي في القرن التاسع عشر، وحدثت تطورات عديدة في كيفية استخدام الدواء منذ ذلك الحين. في بداية استخدامه، كان النبات يُحوّل إلى مسحوق ويُخلط مع النبيذ ويصبح جاهزاً للإعطاء. وفي سبعينات القرن العشرين تم إنتاج عقار رباعي هيدرو كانابينول الصنعي تحت الاسم التجاري «مارينول» وبشكل كبسولة. مع ذلك، فالطريقة الرئيسية لتعاطي القنب هي تدخينه، إذ تكون آثاره فورية عند استنشاق دخانه. بين عامي 1996 و1999، دعمت ثماني ولايات أمريكية الوصفات الطبية التي تحتوي القنب معارضة بذلك سياسات الحكومة الفيدرالية. معظم الناس الذين توصف لهم الماريجوانا لأغراض طبية يستخدمونها لتخفيف الآلام الشديدة.

## هولندا القديمة
في عام 2007، عُثر على قبر من العصر الحجري الحديث الأوروبي ونُسب إلى حضارة القدور الجرسية وكان يحتوي على كمية كبيرة بشكل غير اعتيادي من حبوب اللقاح. وبعد الفحص الدقيق تم التوصل إلى أن حبوب اللقاح هذه كانت بمعظمها من القنب بالإضافة إلى كمية أقل من إكليلية المروج. ونظراً لخصائص لإكليلية المروج في تخفيف الحمى، توقع العلماء أنه من المحتمل أن الشخص الذي كان في القبر كان مريضاً للغاية واستخدم القنب كعلاج للألم.

## مصر القديمة
تصف بردية إيبرس (نحو 1550 قبل الميلاد) من مصر القديمة القنب الطبي. وهناك برديات مصرية قديمة أخرى ذكرت القنب الطبي مثل برديات بروغش (1300 قبل الميلاد) وبايبرس راميسوم الثالثة (1700 قبل الميلاد) وبردية بيدي تشيستر الطبية الرابعة (1300 قبل الميلاد). استخدم المصريون القدماء الحشيش (القنب) في التحاميل الطبية لتخفيف الألم الناجم عن البواسير. حوالي 2000 عام قبل الميلاد، استخدم المصريون القدماء القنب لعلاج التهاب العينين. يلاحظ عالم المصريات ليز مانيتش الإشارة إلى «نبات القنب الطبي» في العديد من النصوص المصرية، إذ يعود تاريخ أحدها إلى القرن الثامن عشر قبل الميلاد.

## الهند القديمة
كان القنب عنصراً رئيسياً في الممارسات الدينية في الهند القديمة، وكذلك في الممارسات الطبية. ولقرون عديدة، كانت معظم أجزاء الحياة في الهند القديمة تنطوي على القنب في جزء منها بشكل ما. تؤكد النصوص التي اكتشفت من حضارة الهند القديمة على اكتشاف خصائص القنب ذات التأثير النفسي، وأن الأطباء استخدموه لعلاج مجموعة متنوعة من الأمراض والأدواء.
تشمل تلك الأخيرة الصداع والأرق ومجموعة من الاضطرابات الهضمية والألم، إذ استُخدم القنب كثيراً في علاج آلام الولادة.

## اليونان القديمة
استخدم اليونانيون القدماء القنب لتغطية الجروح والتقرحات التي تحصل لدى الخيول. بينما لدى البشر، استخدمت أوراق القنب الجافة لعلاج نزيف الأنف واستخدمت بذور القنب لطرد الديدان الشريطية. كان الاستخدام الأكثر شيوعاً لأوراق القنب لدى البشر هو غرس بذور القنب الخضراء في الماء أو النبيذ، ثم إخراج البذور واستخدام الخلاصة الدافئة لعلاج الالتهاب والألم الناتج عن انسداد الأذن. في القرن الخامس عشر قبل الميلاد، وصف هيرودوت وهو مؤرخ يوناني كيف استخدم السكوثيون في الشرق الأوسط القنب في حمامات البخار. دفعت هذه الحمامات الناس إلى حالة جنونية.

## العالم الإسلامي في القرون الوسطى
استفاد الأطباء العرب في العالم الإسلامي في العصور الوسطى من الخواص المدرة للبول والمضادة للصرع والمضادة للالتهاب والمسكنة والمضادة للحمى لخشب القنب واستخدموه على نطاق واسع كدواء من القرن الثامن إلى الثامن عشر.

## العصر الحديث
في منتصف القرن التاسع عشر، بدأ الاهتمام بالاستخدام الطبي للقنب في الغرب بالتزايد. إذ كان القنب في القرن التاسع عشر واحداً من المكونات السرية في العديد من الأدوية التجارية. كان هناك ما لا يقل عن 2000 دواء يحتوي على القنب قبل عام 1937 أنتجها أكثر من 280 مصنع. أدى ظهور الحقن والأدوية القابلة للحقن في نهاية المطاف إلى تراجع شعبية الاستخدامات العلاجية للقنب، وساهم في ذلك اختراع أدوية جديدة مثل الأسبيرين.
يعزى الفضل إلى الطبيب الأيرلندي، ويليام بروك أوشاونيسي، في تقديم الاستخدام العلاجي للقنب إلى الطب الغربي. كان جراحاً مساعداً وأستاذاً للكيمياء في كلية الطب في كالكوتا، وأجرى تجربة تعاطي القنب في ثلاثينيات القرن التاسع عشر، إذ اختبره على الحيوانات أولاً، ثم قدمه للمرضى للمساعدة في علاج تشنجات العضلات أو قولنجات المعدة أو الألم العام. بدأ البحث العلمي والطبي الحديث مع أطباء مثل أوشاونيسي ومورو دو تورس، والذي استخدمه لعلاج صداع الشقيقة والاكتئاب والمساعدة على النوم وتسكين الألم والتشنجات.
على المستوى المحلي، أدرجت السلطات العديد من القوانين التي تفرض أن تكون الخلطات التي تحتوي على القنب والتي لم تكن تباع بموجب وصفة طبية مميزة بعلامة تحذيرية بموجب ما يسمى قوانين التسمم. نشر صامويل هوبكنز آدم عام 1905 بياناً بعنوان «الخدعة الأمريكية الكبرى» في مجلة كوليير الأسبوعية حول الأدوية التجارية التي أدت إلى إقرار أول تشريعات قانون الأغذية والأدوية النقية عام 1906. لم يحظر هذا القانون الأدوية التي تحتوي على الكحول أو المخدرات أو المنشطات، بل فرض بدلاً من ذلك أن يُكتب على عبوات هذه العقاقير أنها تحتوي على هذه المنتجات، بدلاً من التصنيفات المضللة والاحتيالية أو المبالغ بها التي كانت تظهر على ملصقات الأدوية سابقاً.
في مطلع القرن العشرين، كان الشراب الاسكندنافي الذي يتكون من المالتوز والقنب متاحاً على نطاق واسع في النروج والدنمارك. رُوّج له على أنه «شراب يمكن تناوله على الغداء خصوصاً للأطفال والشباب» وفاز المنتج بجائزة في المعرض الدولي عام 1894. تزعم موسوعة سويدية من عام 1912 أن القنب الأوروبي، وهو المادة الخام لسكر المالتوز كان يفتقر إلى التأثير المخدر النموذجي للقنب الهندي وأن منتجات القنب الهندي تخلى عنها العلم الحديث وحصرها في الاستخدام الطبي. رُوّج إلى قنب المالتوز من خلال النصوص التي تتحدث عنه وعن محتواه من سكر المالتوز.
في وقت لاحق من هذا القرن، اكتشف باحثون كانوا يقومون بأبحاث حول طرق تحري الخواص السمية للقنب أن تدخينه له تأثير في تخفيف الضغط داخل العين. وُصفت آثاره المضادة للبكتيريا في جامعة بالاك في أولوموك. منذ عام 1971، كان لومير أونديج هانوس يزرع القنب من أجل بحثه العلمي في مجالين واسعين وذلك تحت موافقة الجامعة. في عام 1973، أعاد الطبيب تود إتش ميكوريا الجدال الدائر حول الاستخدامات الدوائية للقنب من خلال بحثه الذي نشره بعنوان «الأبحاث حول الماريجوانا الطبية». يسبب ارتفاع الضغط داخل العين العمى لدى مرضى الزرق ولذلك افترض أن استخدام القنب كدواء من شأنه أن يمنع حدوث العمى. وجد العديد من المحاربين القدامى في حرب فيتنام أيضاً أن الدواء منع التشنجات العضلية الناجمة عن إصابات العمود الفقري التي عانوا منها خلال المعارك.